# Partapur
Partapur (o Partapor) è una suddivisione dell'India, classificata come census town, di 9.943 abitanti, situata nel distretto di Banswara, nello stato federato del Rajasthan. In base al numero di abitanti la città rientra nella classe V (da 5.000 a 9.999 persone).

## Geografia fisica
La città è situata a 23° 36' 0 N e 74° 10' 0 E e ha un'altitudine di 163 m s.l.m..

## Società

### Evoluzione demografica
Al censimento del 2001 la popolazione di Partapur assommava a 9.943 persone, delle quali 4.952 maschi e 4.991 femmine. I bambini di età inferiore o uguale ai sei anni assommavano a 1.408, dei quali 752 maschi e 656 femmine. Infine, coloro che erano in grado di saper almeno leggere e scrivere erano 6.953, dei quali 3.813 maschi e 3.140 femmine.